# ريجي جونسون (ملاكم)
ريجي جونسون (بالإنجليزية: Reggie Johnson)‏ مواليد 28 أغسطس 1966 في هيوستن، هو ملاكم أمريكي يصنف ضمن فئة وزن خفيف الثقيل بدأ مسيرته الاحترافية سنة 1984 حيث انتصر في نزاله الأول. حقق بطولة رابطة الملاكمة العالمية وبطولة الاتحاد الدولي للملاكمة.

## إحصائيات
خاض خلال مسيرته 52 نزالا، فاز في 44 وتعادل في 1 وخسر في 7. فاز بالضربة القاضية في 25 نزالا.

## روابط خارجية
- ريغي جونسون على موقع بوكس ريك (الإنجليزية) (registration required)